# Aeropostal Cargo de México
Aeropostal Cargo de México fue una aerolínea de carga basada en la Ciudad de México, México. Operaba servicios de carga en América usando aeronaves rentadas de acuerdo a sus necesidades. 

## Historia
La aerolínea fue fundada por el Ing. Jesus Villegas Codallos, que vio en esta empresa una gran oportunidad de desarrollo de este sector y comenzó a operar la Ciudad de México el 6 de septiembre del 2001.

## Flota
La flota de Aeropostal Cargo de México consistió de los siguientes aviones (hasta 2010):
- 2 Douglas DC-8-63F